# Gaffelkronad dvärgmaki
Gaffelkronad dvärgmaki (Phaner furcifer) är en däggdjursart som först beskrevs av Henri Marie Ducrotay de Blainville 1839 och som ingår i släktet Phaner och familjen muslemurer. IUCN kategoriserar arten globalt som livskraftig. Inga underarter finns listade.

## Utseende
Individerna blir 23 till 29 cm långa (huvud och bål) och har en 29 till 37 cm lång yvig svans. Vikten varierar mellan 300 och 500 g. På ovansidan har pälsen en ljusbrun grundfärg och buken är ännu ljusare brun till krämvit. Ibland förekommer en grå eller röd skugga på pälsen. Liksom andra arter av samma släkte har Phaner furcifer en mörk strimma på ryggens mitt som delar sig på huvudets topp. De två strimmorna fortsätter över ögonen. Handens fingrar är utrustade med naglar som liknar klor.

## Utbredning och habitat
Denna muslemur förekommer på nordöstra Madagaskar. Arten vistas där i låglandet och i låga bergstrakter upp till 1050 meter över havet. Habitatet utgörs av fuktiga tropiska skogar.

## Ekologi
Arten är aktiv på natten och vilar på dagen i trädens håligheter eller i bon som skapades av andra lemurer. Den äter huvudsakligen naturgummi och trädens vätskor. Därför har denna lemur framåtriktade framtänder, stora hörntänder och premolarer som liknar hörntänderna. Med tänderna skapar arten hål i barken så att vätskan rinner ut. Phaner furcifer har även speciella bakterier i magsäcken som hjälper vid ämnesomsättningen. I mindre mått ingår insekter och honungsdagg från insektslarver i födan.
Individerna lever främst ensamma och klättrar i växtligheten. De går på fyra fötter över grenar och hoppar ibland från gren till gren. Revir av olika individer överlappar varandra och det finns särskilda mötesplatser. En hane och en hona kan leva en längre tid tillsammans. Hanen har en körtel på strupen och fördelar vätskan från körteln på honans päls under pälsvården. Dessutom finns många olika läten för kommunikationen och arten kan vara rätt högljudd.
Parningen sker oftast i juni och den enda ungen föds i november eller december (sommar på södra jordklotet). Ungen stannar de första dagarna i trädhålet och klamrar sig senare fast i moderns päls. Livslängden i naturen är inte dokumenterad. Med människans vård kan arten leva 12 år.
Phaner furcifer jagas av rovfåglar som Madagaskarbaza (Aviceda madagascariensis) och troligen av rovdjur som kan klättra i träd samt av större ormar.